# Trommelfest von San Sebastián

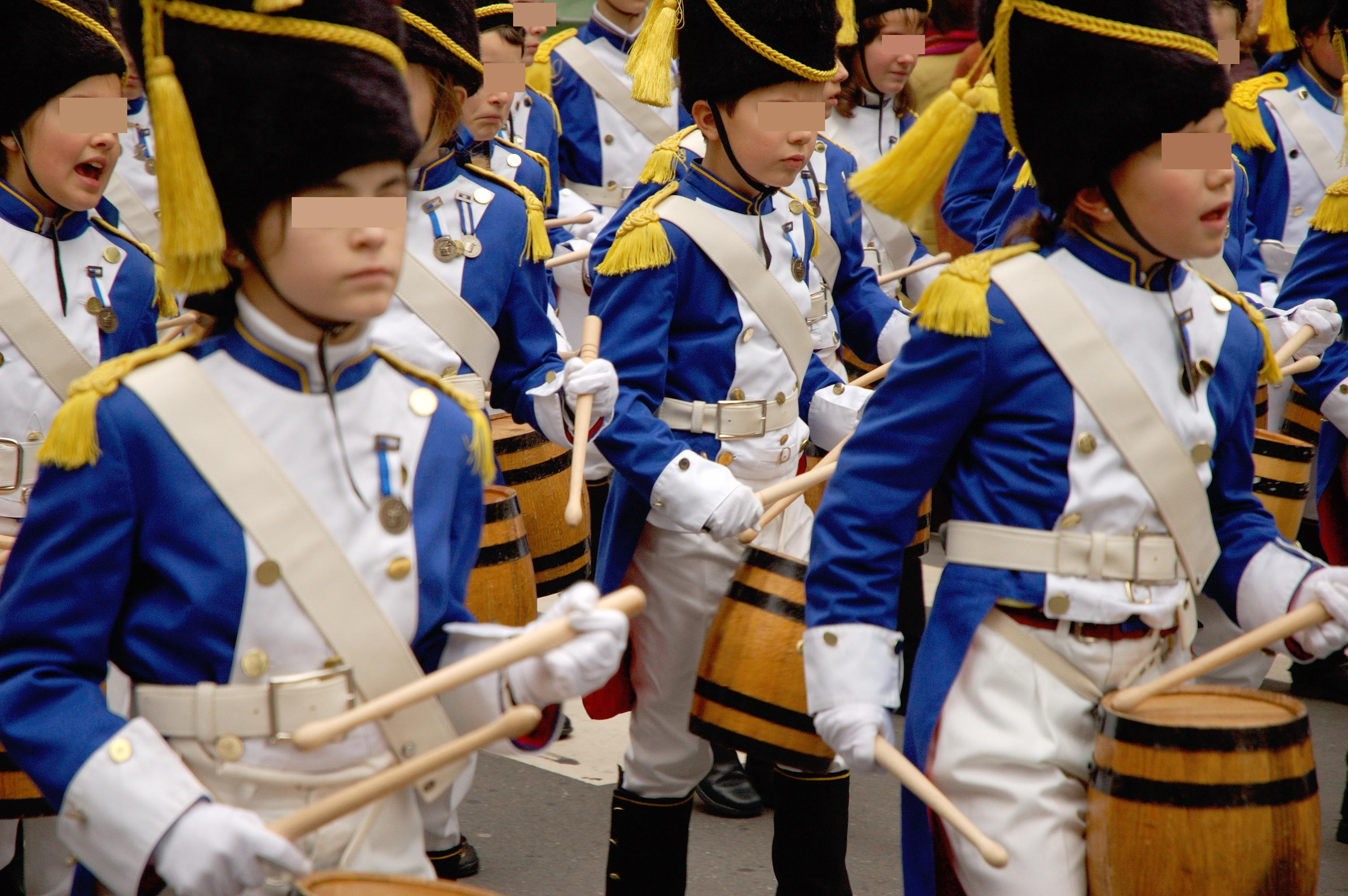
Marsch einer Gesellschaft des Kindertrommellaufs am 20. Januar 2001

Das Trommelfest von San Sebastián (spanisch Tamborrada de San Sebastián, baskisch Donostiako danborrada) ist das Fest, mit dem die Stadt Donostia-San Sebastián (in der Provinz Gipuzkoa des spanischen Baskenlandes) am 20. Januar den Tag des Heiligen Sebastian begeht.

## Das Trommelfest
Das Fest beginnt um Mitternacht vom 19. auf den 20. Januar auf dem Platz der Verfassung mit dem Hissen der Stadtflagge. Die Vereinigung Gaztelubide und Vertreter anderer Trommelgruppen beginnen, den Marsch von San Sebastián des Musikers Raimundo Sarriegui und andere Stücke zu trommeln. Etwa 100 Gesellschaften aus jeweils 20 bis 50 echten Trommlern und 50 bis 100 Fasstrommlern marschieren während des 20. Januar durch alle Bezirke der Stadt.

## Teilnehmer
Die Teilnehmer der mehr als 125 Trommelläufe, die mit zusammen mehr als 14000 Teilnehmern durch die Stadt ziehen, gliedern sich in zwei Gruppen: die Trommler und die Köche und Wasserträgerinnen. Die Trommler tragen eine Uniform einer Armeeeinheit aus der Zeit Napoleons. Die Letztgenannten spielen Instrumente mit gleichem Klang: das Fass und den Melkeimer. Es nehmen ebenfalls teil Prasser, Fahnenträger und Kantinenwirtinnen.
Die Kinder halten am Morgen das Kindertrommeln ab (mit 5000 Teilnehmern), das in den Gärten von Alderdi Eder beginnt und die Hauptverkehrsadern der Stadt entlang zieht. Unter ihnen werden der General und seine Adjutanten und die Schöne Easo und ihre Brautjungfern ausgewählt.
Das Fest dauert bis Mitternacht auf den 21. Januar, dann versammeln sich die Menschen von neuem auf dem Platz der Verfassung rund um die Trommelgruppe der Unión Artesana. Diese Gesellschaft spielt zum letzten Mal die Kompositionen von Sarriegui und schließt um Mitternacht mit dem Marsch von San Sebastián, während der Bürgermeister die Flagge von San Sebastián einholt. Nach dem Einholen der Flagge werden noch Stücke interpretiert, die von denen, die im Laufe des Tages gespielt wurden, verschieden sind, der Marsch der Kosaken von Kazan, die Hymne der Real Sociedad San Sebastián und andere.
Während dieser 24 Stunden werden die wichtigsten Preise der Stadt vergeben, die Goldene Trommel und die Bürgerlichen Verdienstorden von San Sebastián.

## Marsch von San Sebastián

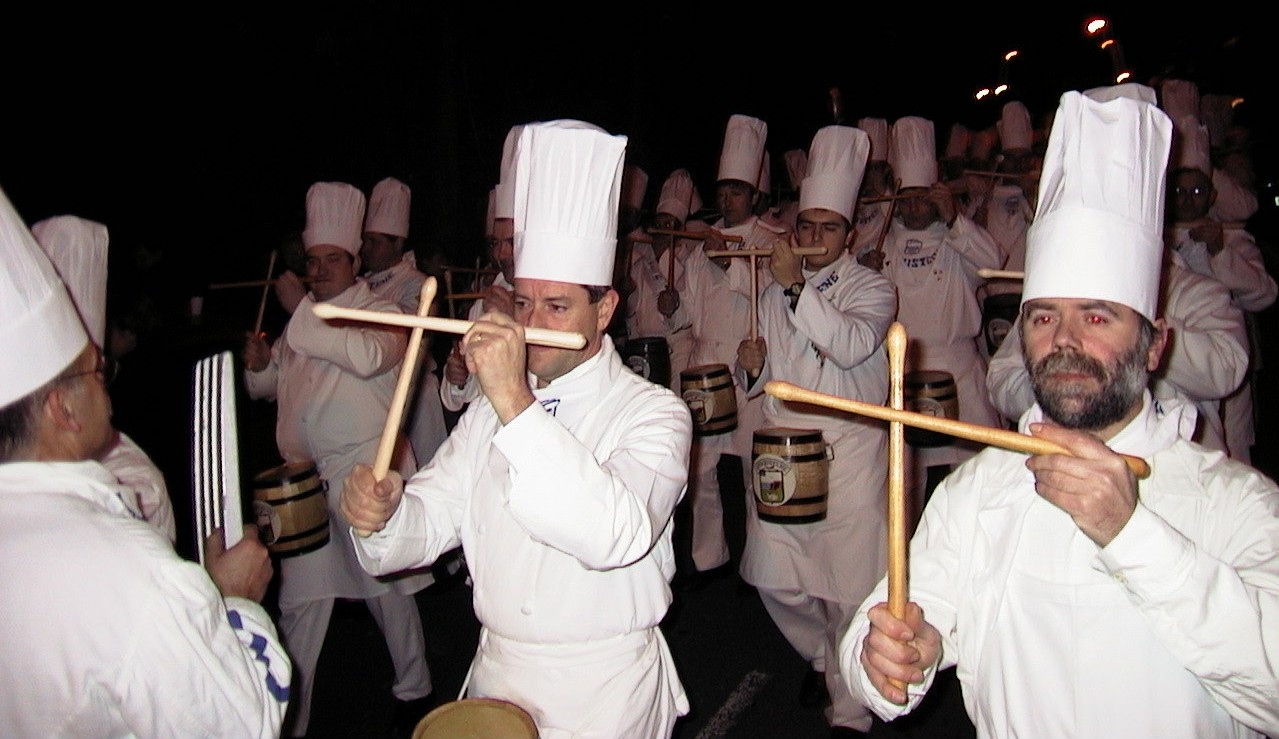
Trommellauf

Der Text des Marsches wurde von Serafín Baroja geschrieben, dem Vater von Pío Baroja, der ebenfalls Schriftsteller in San Sebastián war. Gesungen wird Folgendes, ausschließlich auf Baskisch:
| Gegenwärtige baskische Version Bagera! gu (e)re bai gu beti pozez, beti alai! Sebastian bat bada zeruan Donosti(a) bat bakarra munduan hura da santua ta hau da herria horra zer den gure Donostia! Irutxuloko, Gaztelupeko Joxemari zahar eta gazte kalerik kale danborra joaz umore ona zabaltzen hor dihoaz Joxemari! Gaurtandik gerora penak zokora Festara! Dantzara! Donostiarrei oihu egitera gatoz pozaldiz! Inauteriak datoz! | Übersetzung Wir sind! auch wir immer zufrieden, immer fröhlich! Im Himmel gibt es einen Heiligen Sebastian ein einziges Donostia auf der Welt jener ist der Heilige, und dies ist die Gemeinde da haben wir unser Donostia! Von [der Gastronomischen Gesellschaft] Irutxulo, von Gaztelupe Joxemari, alt und jung von Straße zu Straße, die Trommel schlagend, so ziehen sie und verbreiten gute Laune Joxemari! Heute und in Zukunft weg mit der Mühsal Zum Fest! Zum Tanz! Wir kommen um den Donostiarra zuzurufen Zufriedenheit! Der Karneval zieht auf! |

Allerdings hat man dank einer Untersuchung, die 2008 von der Stadtverwaltung von San Sebastián umgesetzt wurde, auf der Grundlage einer in der Lokalzeitung El Urumea vom 10. Januar 1884 erfolgten Veröffentlichung die Originalfassung, wie von Serafín Baroja zusammengestellt, herausgefunden. Der Originaltext wird vermutlich folgender sein:
| Ursprüngliche Version Bagera...! gure bai ¡Kalera...! Nora nai ¡Beti pozez! Beti alai Sebastian bakar bat, da zeruban ta Donosti bakar bat munduban ¡Zer santuba ta zer erriya ta zer gaur egun guziko alegriya! Irutxuloko gaztelupeko, Josemaritar zar eta gazte Josemari emiakin nazte, kalerik kale, tanborra juaz umore ona banatzen or dijuaz Gaurtandik gerora penak sokora, ¡Festara! ¡Dantzara! Donostiarrai oju egitera gatoz ¡Iñauteriak datoz! | Übersetzung Wir sind, auch wir! Auf die Straße ...! Wohin auch immer Immer zufrieden! Immer fröhlich! Es gibt einen einzigen Sebastian im Himmel und ein einziges Donostia auf Erden Welch ein Heiliger und welch eine Ortschaft und welch eine Freude den ganzen heutigen Tag! Von Irutxulo von Gaztelupe, Josemarita, alt und jung, Josemari, misch dich unter die Frauen, von Straße zu Straße, die Trommel schlagend, gute Laune verbreitend, so ziehen sie Von heute an die Mühen hinaus, Auf zum Fest! Auf zum Tanz! Die Donostiarra aufzurufen, sind wir gekommen Die Karnevalsfeiern kommen! |

Der Marsch gliedert sich in drei Teile: Der erste preist die Stadt, einzigartig auf der Welt, und den Heiligen, den einzigen seines Namens im Himmel. Der zweite Teil spricht von den Joxemaritas oder Jose-Maris, die musizierend von Straße zu Straße ziehen, um die Leute zu unterhalten. In der heutigen Fassung spielt der erste Satz, der von „joxemaritarras“ spricht, auf die „jungen und alten“ an, und das wird im selben Satz wiederholt. In der ursprünglichen Fassung dagegen ist der erste Satz identisch mit der heutigen, der folgende aber fordert auf: „Josemari, misch dich unter die Frauen“. 
Der dritte Teil nimmt Bezug darauf, dass man ab Mitternacht die Sorgen vergessen soll, da ja die Trommler schreiend durch die Stadt zu laufen anfangen und die Karnevalsfeiern sich nähern. Zudem wird am Anfang und am Ende des Liedes gesagt, „auch wir sind hier, immer glücklich, immer fröhlich“.

## Trommelgesellschaften
Es gibt etwas mehr als 100 Trommelgesellschaften für Erwachsene, die ursprünglich nur Männern vorbehalten waren, heute aber größtenteils auch Frauen offenstehen. Daneben gibt es eigene Gesellschaften für Kinder (zum Beispiel zu einer Schule gehörig oder zu den Pfadfindern) und Kinderabteilungen innerhalb der Erwachsenengesellschaften. Einige Sportvereine der Stadt unterhalten eine Trommelabteilung, etwa der Fußballverein Atlético San Sebastián, der Real Club de Tenis und der Rugbyverein Bera Bera. Die älteste Gesellschaft ist die Gastronomische Gesellschaft „Handwerkervereinigung“ (Unión Artesana), die im Jahr 1870 gegründet wurde, die jüngste die der „Chorschule der Jungfrau Mutter“ (Koruko Ama Birjinaren Eskola), die 2012 gegründet wurde.
Jede Gesellschaft ist mehr oder weniger fest einem bestimmten Stadtbezirk zugeordnet. Die Trommelläufe der verschiedenen Gesellschaften starten zu unterschiedlichen Zeiten an ihrem jeweiligen Standort und ziehen auf einer vorher festgelegten Route durch die Straßen der Umgebung.
Die Kinder ziehen mit 52 Gesellschaften, die vom Großteil der Schulzentren der Stadt stammen, durch das Stadtzentrum. Zusätzlich zu diesem Trommellauf läuft eine einzelne Kindergesellschaft durch den Bezirk El Antiguo.